# Vlčková
Vlčková település Csehországban, a Zlíni járásban. Vlčková Rusava, Držková, Fryšták, Kašava, Lukov, Lukoveček és Zlín településekkel határos. Lakosainak száma 415 fő (2024. január 1.).

## Népesség
A település lakosságának változását az alábbi diagram mutatja:
| Lakosok száma | 474  | 545  | 479  | 522  | 456  | 384  | 400  | 414  | 394  | 415  |
|               | 1869 | 1900 | 1921 | 1961 | 1980 | 2011 | 2016 | 2019 | 2021 | 2024 |